# بيت راجح (الحيمة الداخلية)

تعديل مصدري - تعديل

بيت راجح هي إحدى قرى عزلة الحدب بمديرية الحيمة الداخلية التابعة لمحافظة صنعاء، بلغ تعداد سكانها 140 نسمة حسب تعداد اليمن لعام 2004.